# 신윤미
신윤미(1966년 6월 13일~ )는 대한민국의 가수, 작사가, 작곡가, 음악 감독이다.

## 활동
신윤미는 1987년 제11회 MBC 대학가요제에서 자작곡인 〈겨울비〉로 금상을 수상하며 가요계에 데뷔했다. 
- 그 후 1988년 정규 1집 《새장을 열고》, 1992년 정규 2집 《이젠 됐어》를 발표했다.
- 대표곡은 〈사랑의 불꽃〉(신윤미 작사·작곡/유영선 편곡), 〈이젠 됐어〉(박주연 작사/박강영 작곡·편곡) 등이 있다.
- 프로듀서 김선민을 주축으로 한 프로젝트 그룹 마로니에의 객원보컬로 참여하여 1집 〈동숭로에서〉(김선민 작사·작곡/유영선 편곡), 3집 〈칵테일 사랑〉(김선민 작사·작곡/신윤미·유영선 편곡)을 히트시켰다.

2020년 2월 14일 투유 프로젝트 - 슈가맨 시즌3  11회에서 마로니에의 원년 멤버인 신윤미와 권인하가 출연해 〈칵테일 사랑〉과 〈동숭로에서〉를 함께 불렀다.

## 음반

### 솔로 음반
- 1집 《새장을 열고》(1988년)
- 2집 《이젠 됐어》(1992년)

### 리메이크 음반
- 《Sweet Memories Vol 1》(2009년)

### 생활 성가
- 《신윤미 안젤라 - Anytime Anywhere (첫번째 창작 생활 성가 앨범)》(2019년)

### 참여 음반
| 발매연도 | 음반                    | 음반명                               | 참여곡 |
| -------- | ----------------------- | ------------------------------------ | --- |
| 1989년   | 마로니에 컴필레이션 1집 | 비를 기다리는 사람들 / 동숭로에서··· | 〈동숭로에서〉 (Vocal. 김선민, 신윤미, 권인하)                                                                   |
| 1993년   | 윤상 정규 2집           | YUN SANG PART2                       | 〈고백〉 (Vocal. 신윤미)                                                                                         |
| 1994년   | 마로니에 정규 3집       | 마로니에 3                           | 〈칵테일 사랑〉 (Vocal. 신윤미, 최선원, 김신우), 〈이젠 너를〉, 〈길을 묻는 연인들〉, 〈칵테일 사랑 (아카펠라)〉 |